# 人、山の上で聞きしこと
『人、山の上で聞きしこと』（Ce qu'on entend sur la montagne） S.95は、フランツ・リストが作曲した最初の交響詩。タイトルは『山上で聞きしこと』や『人、山の上で聞いたこと』などとも表記されるが、稀に『山岳交響曲』と呼ばれることがある。またリストの交響詩の中で最も演奏時間が長い。
なお、セザール・フランクはリストに先んじて1846年に同じ題材による同名の交響詩を作曲している。

## 概要
リストは交響詩を生み出し、13曲を残しているが、この交響詩は最初のもの（第1番）で、かなり早い時期に1833年から1835年頃にかけてスケッチを行なっている。そして最終的には1849年に完成し、翌年の1850年にヴァイマルで初演されたあと、改訂が何度も加えられて現在の形となった。
タイトルは、当時同じサロンでリストと親しく交際のあった詩人ヴィクトル・ユゴーの1831年に出版された詩集「秋の葉」の一篇に基づいている。内容は、詩人は山の中で2つの声を聞くが、1つは広大で力強く、秩序のある自然の声であり、もう1つは苦悩に満ちた人間の声である。この2つの声は闘争し、入り乱れて、最後は神聖なものの中に解消することになるというものである。

## 演奏時間
約30分

## 編成
ピッコロ、フルート2、オーボエ2、コーラングレ、クラリネット2、ファゴット2、ホルン4、トランペット2、トロンボーン3、チューバ、ティンパニ（3個）、バスドラム、シンバル、ハープ、弦五部

## 構成
自然の神秘を表現した漠たる気分で始まり、やがて人間の主題と、崇高で雄大な自然の主題が現れて、両者が互いに争うように進むうちに、アンダンテ・レリジオーソの主題がトロンボーンによって荘重に奏され、最後は平和な静けさの中に曲の終わりを告げる。R・シュトラウスの「アルプス交響曲」の先駆的な作品であるといわれている。